# Norbert Pogrzeba
Norbert Pogrzeba (ur. 23 czerwca 1939 w Bytomiu) – polski piłkarz grający na pozycji napastnika. Wieloletni zawodnik Polonii Bytom.

## Życiorys
Urodził się 23 czerwca 1939 w Bytomiu. Jego matka była Niemką, a ojciec polskim Ślązakiem.

## Kariera piłkarska

### Polonia Bytom
Karierę piłkarską rozpoczął w 1958 roku w Polonii Bytom, z którą odnosił największe sukcesy w karierze piłkarskiej. Z bytomskim klubem w sezonie 1962 zdobył mistrzostwo Polski, strzelając 3 bramki w finałowym dwumeczu przeciwko Górnikowi Zabrze. W 1965 roku zdobył międzynarodowe trofea: Puchar Intertoto (Puchar Rappana) (zdobył gola decydującego o zdobyciu tego trofeum) i Puchar Ameryki. Jest autorem pierwszego gola dla Polonii Bytom w europejskich pucharach. Rozegrał w Polonii Bytom ok. 160 meczów, w których zdobył 65 goli. W czerwcu 1966 podczas pobytu z drużyną Polonii Bytom w Szwecji opuścił ekipę klubu i nie powrócił do Polski (wraz z nim Konrad Bajger i Heinz Banaś)

### Kariera za granicą
W 1967 roku wyjechał do Stanów Zjednoczonych, gdzie został zawodnikiem drużyny grającej w lidze NASL - St. Louis Stars, gdzie grał ze swoim rodakiem – Kazimierzem Frankiewiczem. Za oceanem występował do 1968 roku i łącznie w NASL rozegrał 63 mecze i strzelił 22 gole. Następnie wyjechał do Holandii, gdzie grał w NAC Breda, w którym w 1972 roku w wieku 32 lat zakończył karierę piłkarską.

## Sukcesy

### Polonia Bytom
- Mistrzostwo Polski: 1962
- Puchar Intertoto: 1965
- Puchar Ameryki: 1965